# Hospital de San Bernardo (Sevilla)
El hospital de San Bernardo, conocido también como hospital de los Viejos, fue un centro médico de la ciudad española de Sevilla.

## Descripción
El hospital, fundado en el siglo XIV, estaba situado en la ahora conocida como calle Viejos, a la que dio título. Aparece descrito en la Noticia histórica del origen de los nombres de las calles de esta ciudad de Sevilla (1839) de Félix González de León con las siguientes palabras:

Este hospital para recoger ancianos de uno y otro sexo, pobres, hijos de Sevilla, se fundó por una hermandad de sacerdotes el dia 20 de julio de 1355, en la collacion de santa Catalina, donde permaneció hsata el año de 1395, que á 19 de agosto le hizo donacion de esta casa por estar ruinosa, la hermandad que habia en un antiguo hospital con advocacion de san Bernardo. Con este título continúa cumpliendo con su instituto al cuidado de su hermandad que nombra administrador y bajo la inspeccion de la junta municipal de beneficencia. En este mismo hospital en cuarto separado, estuvo y casi fué su origen el hospital de Venerables que instituyó la cofradía de Jesus Nazareno, como se dirá cuando se hable de dicho hospital. Ha tenido éste varias renovaciones, pero la última y mas principal fué en 1740. Todo en él es reducido, aunque capaz al objeto, y nada tiene esterior que observar.
(González de León, 1839, p. 333)